# Vaideeni
Vaideeni è un comune della Romania di 4 185 abitanti, ubicato nel distretto di Vâlcea, nella regione storica dell'Oltenia. 
Il comune è formato dall'unione di 5 villaggi: Cerna, Cornetu, Izvoru Rece, Marița, Vaideeni.